# Abbaretz
 Abbaretz  es una población y comuna francesa, en la Región de Países del Loira, departamento de Loira Atlántico, en el distrito de Châteaubriant-Ancenis y cantón de Guémené-Penfao.

Localización de Abbaretz en Loira Atlántico.

## Demografía
| Gráfica de evolución demográfica de Abbaretz entre 2005 y 2019 |
|                                                                |

Fuentes: INSEE.

## Políticos
Elecciones Presidential Segunda Vuelta:
| Elección | Elección | Candidato Ganador | Partido | %     |
| -------- | -------- | ----------------- | ------- | ----- |
|          | 2022     | Emmanuel Macron   | LREM    | 58,81 |
|          | 2017     | Emmanuel Macron   | EM      | 67,49 |
|          | 2012     | Nicolas Sarkozy   | UMP     | 52,84 |
|          | 2007     | Nicolas Sarkozy   | UMP     | 52,17 |
|          | 2002     | Jacques Chirac    | RPR     | 82,93 |